# 520 (numero)
Cinquecentoventi (520) è il numero naturale dopo il 519 e prima del 521.

## Proprietà matematiche
- È un numero pari.
- È un numero composto con 16 divisori: 1, 2, 4, 5, 8, 10, 13, 20, 26, 40, 52, 65, 104, 130, 260, 520. Poiché la somma dei suoi divisori (escluso il numero stesso) è 740 > 520, è un numero abbondante.
- È un numero noncototiente.
- È un numero idoneo.
- È un numero pratico.
- È un numero intoccabile.
- È un numero palindromo nel sistema di numerazione posizionale a base 14 (292) e in quello a base 25 (KK). In quest'ultima base è altresì un numero a cifra ripetuta.
- È un numero ondulante nel sistema di numerazione posizionale a base 14 (292)
- È parte delle terne pitagoriche (117, 520, 533), (128, 504, 520), (138, 520, 538), (200, 480, 520), (231, 520, 569), (264, 448, 520), (312, 416, 520), (390, 520, 650), (520, 546, 754), (520, 576, 776), (520, 765, 925), (520, 975, 1105), (520, 1248, 1352), (520, 1302, 1402), (520, 1650, 1730), (520, 2574, 2626), (520, 2679, 2729), (520, 3360, 3400), (520, 4209, 4241), (520, 5187, 5213), (520, 6750, 6770), (520, 8442, 8458), (520, 13515, 13525), (520, 16896, 16904), (520, 33798, 33802), (520, 67599, 67601).

## Astronomia
- 520 Franziska è un asteroide della fascia principale del sistema solare.
- NGC 520 sono galassie interagenti della costellazione dei Pesci.

## Astronautica
- Cosmos 520 è un satellite artificiale russo.